# Coniopteryx amazonica
Coniopteryx amazonica är en insektsart som beskrevs av Meinander 1980. Coniopteryx amazonica ingår i släktet Coniopteryx och familjen vaxsländor. Inga underarter finns listade i Catalogue of Life.